# Stön
Stön – estońska wódka, produkowana z ziemniaków przez firmę Cazanove Opici. 

## Historia
W XVIII wieku wódka produkowana była głównie w celach leczniczych (sprzedawana była w aptekach). Wówczas była produkowana przez Niemców. Od 1863 roku produkcję przejęli Rosjanie. Wtedy Stön zdobyła największą popularność, gdyż około 89% Estończyków miało w swoim domu butelkę tej wódki. W 1918 roku wódka była produkowana w Estonii. Sprzedaż nadal była ogromna, jednak spadła w latach 1940–1991, kiedy Estonia należała do ZSRR. Po 1991 roku Stön stała się ponownie najlepiej sprzedawaną wódką w Estonii.